# Agatha Zethraeus

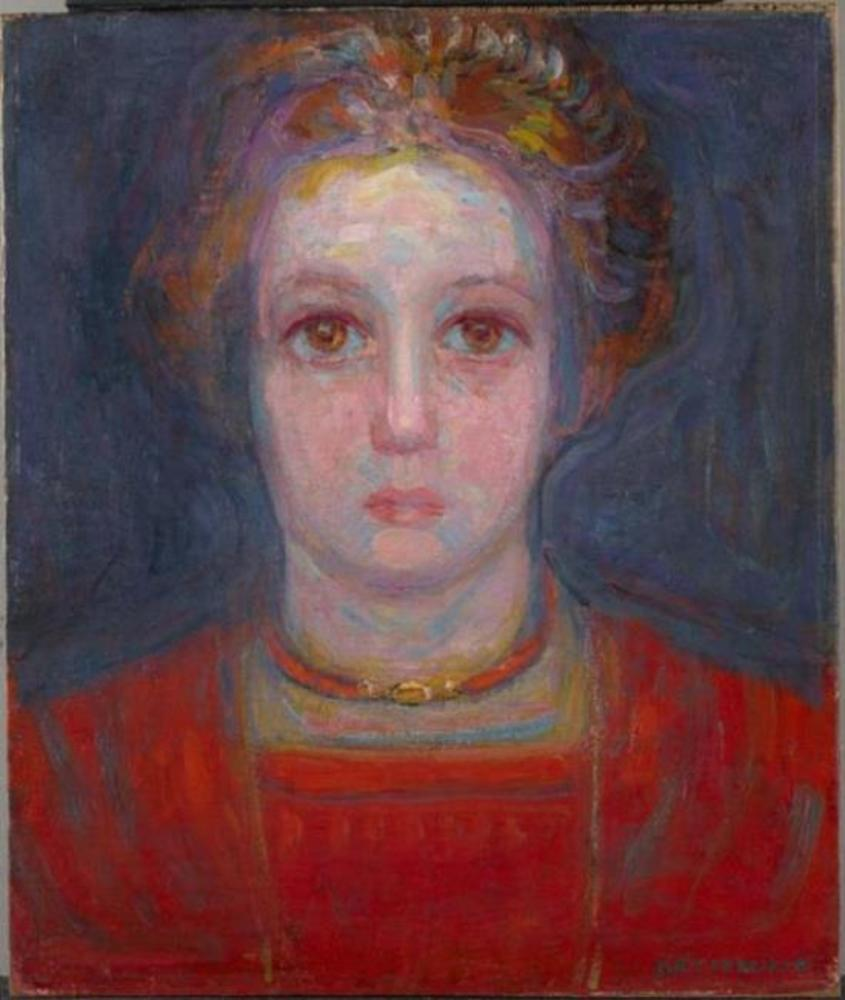
Mädchen in Rot; Porträt Agatha Zethraeus' von Piet Mondriaan, 1908

Agatha Wilhelmina Zethraeus (* 23. Dezember 1872 in Amsterdam; † 25. Juli 1966 in Zeist) war eine niederländische Malerin. Sie war die Schülerin und Muse des Malers Piet Mondrian.

## Leben
Agatha Zethraeus wurde am 23. Dezember 1872 in Amsterdam geboren. Ihr Vater stammte aus Schweden und besaß ein Großhandelsunternehmen, was der Familie einen relativen Wohlstand sicherte. Agatha Zethraeus war das dritte von sieben Kindern der Familie.
Bereits als Kind begann sie zu zeichnen und erhielt ab 1890 Zeichen- und Malunterricht in der Dagtekenschool voor den Werkenden Stand. Ab etwa 1905 erhielt sie Unterricht in Renkum durch Cornelis Kuypers. Von ihm lernte sie Landschaften 'plein air' zu malen, und Piet van Wijngaerdt unterrichtete sie in der Stilllebenmalerei. Zethraeus wurde Mitglied der Künstlervereinigungen Arti et Amicitiae und Pictura Veluvensis, war lange Zeit Mitglied von Sint Lucas sowie von der Gründung im Jahr 1922 bis zu ihrem Tod Mitglied und später Ehrenmitglied von „De Onhoudenen“. Zusätzlich zur Malerei ergänzte sie ihr Einkommen durch Schwedischunterricht.
Unterricht erhielt sie auch durch Piet Mondriaan, dessen Schülerin und Muse sie wurde. Es entwickelte sich eine lebenslange Freundschaft, in der sie regelmäßig korrespondierten. Zethraeus lebte und arbeitete den größten Teil ihres Lebens in Amsterdam. Sie bereiste Paris, besuchte dort 1911 und auch 1928 Piet Mondriaan und fertigte Zeichnungen an. In Paris nahm sie 1911 am Salon der International Union of the Fine Arts teil. Nach Zeist zog sie 1959. Dort starb Agatha Zethraeus 1966.
Ihr Nachlass umfasste neben zahlreichen eigenen Werken auch Arbeiten von Piet Mondriaan, darunter ein Porträt von Agatha, das sich heute im Nationalmuseum Stockholm befindet.

## Werk
Agatha Zethraeus malte viele Amsterdamer Stadtansichten, aber auch Zeichnungen aus der Natur der Niederlande und Schwedens gehörten zu ihren Werken. 1960 organisierte Kunsthandel De Jacobitoren in Utrecht eine Ehrenausstellung für Agatha Zethraeus. Es gibt von ihr einige impressionistische Landschaftsbilder, doch zumeist malte sie im klassischen Stil. Eine Ausnahme neben dem impressionistischen Landschaftsbild „Blumenzwiebelfeld“ aus dem Jahr 1926, in dem sie Piet Mondriaan bei den leuchtenden Farben folgt und es in Rot, Gelb, Blau und Schwarz angelegt hat, ist ein Porträt des Larener Bauern Fygje für ihr Schaffen eher ungewöhnlich. Hier benutzte sie eine Palette Farben, die aus der Distanz visuell zusammenfließen, wie es mehr oder weniger beim Pointillismus der Fall ist.
Ihr Schaffen als Künstlerin zeigte sie ein letztes Mal in ihrer Ausstellung, die 1960 in der Utrechter Kunsthandlung Jacobitoren stattfand. Zu dem Zeitpunkt war sie 87 Jahre und hatte bis dahin regelmäßig an Ausstellungen teilgenommen.